# Jef Demuysere
Jef Demuysere (Wervik, 22 de agosto de 1907 - Amberes, 2 de mayo de 1969) fue un ciclista belga  profesional entre 1928 y 1938, consiguiendo 14 victorias. Destacan sus buenas actuaciones en las Grandes Vueltas. En el Tour de Francia consiguió acabar dos veces tercero de la clasificación general (1929 y 1930) y una vez segundo (1931), además de ganar tres etapas; mientras que en el Giro de Italia finalizó dos veces en segunda posición (1932, 1933). En 1934 ganó la Milán-San Remo.

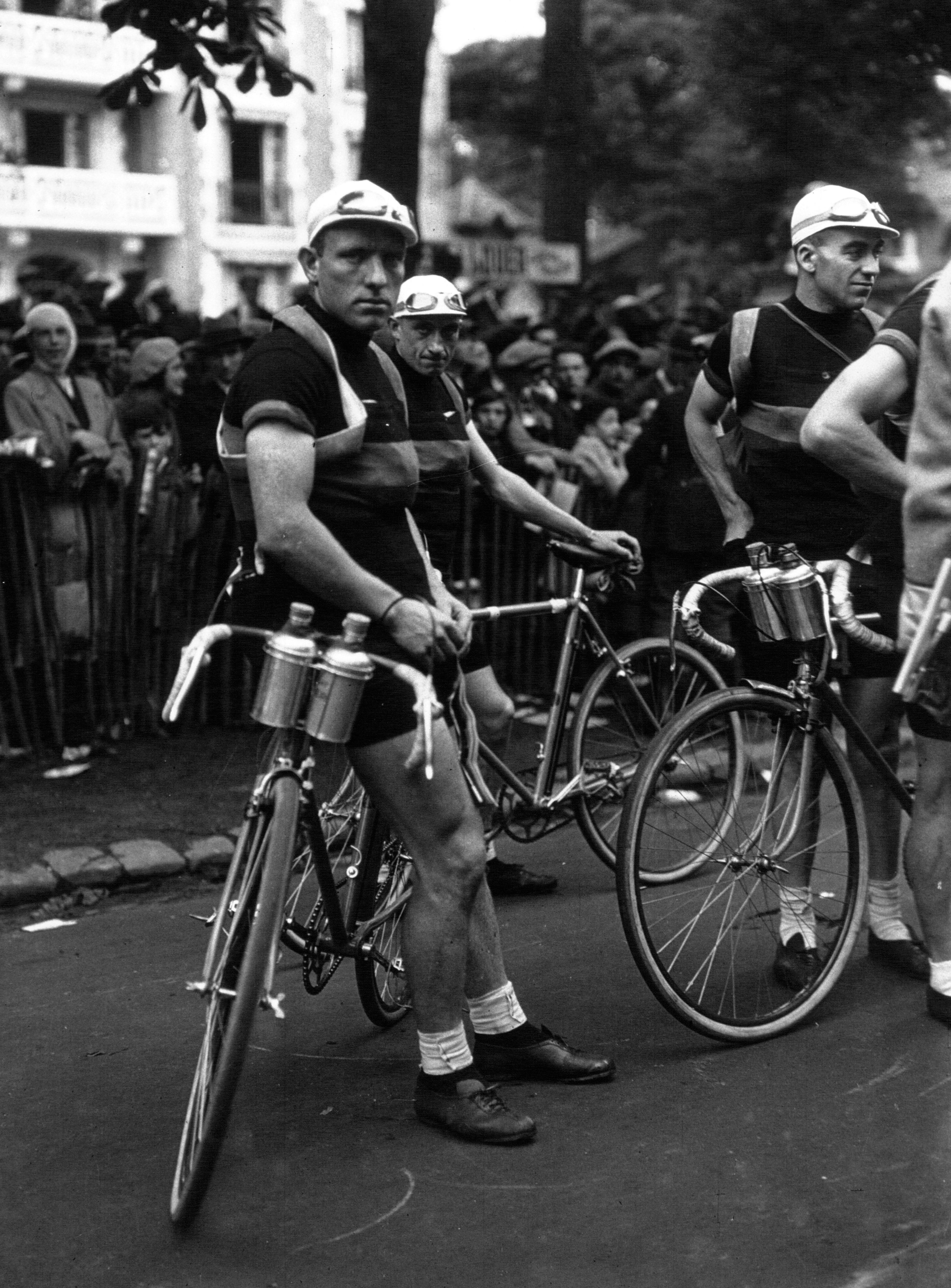
Jef Demuysere en el Tour de Francia de 1932.

## Palmarés
1926
- París-Arrás

1929
- 3.º en el Tour de Francia, más 1 etapa

1930
- Circuito de Morbihan

1931
- 2.º en el Tour de Francia, más 2 etapas

1932
- 2.º en el Giro de Italia
- Campeonato de Bélgica de Ciclocrós

1933
- 1 etapa de la Volta a Cataluña
- 2.º en el Giro de Italia

1934
- Milán-San Remo

1935
- 2.º en el Campeonato de Bélgica en Ruta

## Resultados en las grandes vueltas
| Carrera         | 1929 | 1930  | 1931 | 1932 | 1933 | 1934 | 1935 |
| --------------- | ---- | ----- | ---- | ---- | ---- | ---- | ---- |
| Giro de Italia  | -    | -     | -    | 2.º  | 2.º  | 11.º | 40.º |
| Tour de Francia | 3.º  | '4.º' | '2º' | '8º' | -    | -    | -    |
| Vuelta a España | X    | X     | X    | X    | X    | X    | -    |